# پاورزویل، میزوری
پاورزویل (به انگلیسی: Powersville) یک روستا در ایالات متحده آمریکا است که در شهرستان پاتنم، میزوری واقع شده‌است. پاورزویل ۱٫۴۵ کیلومتر مربع مساحت و ۶۰ نفر جمعیت دارد و ۳۰۶ متر بالاتر از سطح دریا واقع شده‌است.